# Retaule de Tots els Sants
El Retaule de Tots els Sants és una pintura al tremp sobre fusta de Pere Serra dipositada al monestir de Sant Cugat del Vallès (el Vallès Occidental), la qual fou pintada vers el darrer quart del segle xiv.

## Context històric i artístic
Gran part de les pintures italogòtiques de la segona meitat del segle xiv foren obra dels quatre germans Serra, fills d'un sastre barceloní. Consta que l'any 1357 un dels germans, Pere Serra, entrà d'aprenent al taller de Ramon Destorrents. Hi ha notícies abundants dels dos germans grans (Francesc i Jaume), però d'un quart germà, Joan, a penes no se sap més que, el 1381, fou víctima d'un assalt de part de dos batedors d'or que l'atacaren a punyalades i el feriren al braç dret, anècdota reveladora de la vida no sempre pacífica dels artistes d'aquell temps.
Del taller dels germans Serra, al carrer Ample de Barcelona, sortiren pintures cap a tots els territoris de la Corona d'Aragó, i el seu prestigi no tingué competència fins que, l'any 1383, s'establí a Barcelona Lluís Borrassà, introductor del nou estil gòtic internacional.

## Disseny
Aquest retaule distribueix entre les diverses taules una concorregudíssima processó d'homes i dones (profetes, apòstols, màrtirs, verges, sants, etc.). En una de les escenes, presidits per una santa coronada, es reconeixen sant Pere, amb la tiara papal sobre el cap i les claus del cel a la mà esquerra, sant Mateu, amb el seu Evangeli obert, i sant Esteve, amb la pedra —instrument del seu martiri— enclastada al cap. Pere Serra els representa en actituds serenes, sense cap gesticulació que pugui rompre l'harmonia del conjunt.
La composició s'havia considerat un trasllat pictòric de la visió que, segons Iacopo da Varazze a la seva Llegenda àuria, va tenir el guardià del temple de Sant Pere del Vaticà el dia 1 de novembre, durant la qual se li aparegueren la Verge i tots els Sants. Però segons Manuel Trens, «A un episodi tan anecdòtic no és creïble que fos dedicat tot un imponent retaule». En realitat, es tracta d'un primitiu retaule del Roser amb una estranya distribució iconogràfica, on tots els personatges laterals convergeixen vers el centre, vers la Mare de Déu.
Consta de 3 carrers amb 3 pisos, àtic i predel·la. Al carrer central, com és habitual als retaules gòtics, hi ha el panell central amb la Mare de Déu sedent amb el Nen Jesús als seus genolls. Estan flanquejats per sis àngels músics i, al costat dret de la taula, hi ha la imatge del comitent agenollat als peus de la Verge. A l'àtic del carrer central hi ha un calvari i, als altres dos carrers, es representen sengles grups d'àngels.
Les taules laterals representen unes processons de personatges que estan mirant cap a la Mare de Déu. Al pis inferior es representen verges i màrtirs femenines, liderades per santa Anna, la mare de Maria, tot i no correspondre amb la classificació que encapçala. Al segon pis, es representen a l'esquerra els evangelistes i algun màrtir amb sant Pere al capdavant; al carrer dret d'aquest segon pis, es mostren els confessors i doctors de l'Església. Al tercer pis, la processó està formada per personatges de l'antic testament.
El banc o predel·la té 9 panells amb un eccehomo al centre i figures d'advocació local als seus costats.